# 青草河
青草河是莱芜区凤城街道的景观河流，由戴花园社区起，至东升社区胜利南路南注入牟汶河。全长5.68（3.53英里）。沿河从莱芜东站至鲁中东大街南北方向建有青草河公园，全长2（1.2英里），建设面积1.07×105平方（1.15×106平方英尺），其中绿化6.5×104平方（7.0×105平方英尺），水面4.2×104平方（4.5×105平方英尺）；由紫、蓝、青、绿四个景观河段组成。